# Super-Con
Super-Con (Também chamada de Superconvenção) é uma convenção de cultura pop japonesa que ocorre em diferentes cidades da Região Nordeste do Brasil. Originalmente criada com o nome SuperHeroCon, ela mudou de nome a partir da edição de 2011 em Recife.
A convenção começou apenas em Recife, mas expandiu operações para João Pessoa pouco depois. Em 2012, chegou a Maceió. 10 anos depois, adicionou mais uma cidade a seu repertório, estreando em Natal.
Em 2009, a organização conseguiu sua primeira atração internacional, o cantor Ayumi Miyazaki.
Como costuma acontecer em convenções do gênero, a presença de dubladores brasileiros é comum, além de concursos de cosplay, exposições, campeonatos de videogame, shows com bandas locais, cantores de renome nacional e atrações internacionais. Nos últimos anos, a sessão Beco dos Artistas (Artists' Alley) também começou a ser adotada.

## Histórico do evento
| Edição                                                            | Cidade      | Datas                     | Local                                        | Atrações |
| ----------------------------------------------------------------- | ----------- | ------------------------- | -------------------------------------------- | --- |
| SuperHeroCon 2004                                                 | Recife      | 6, 7 8 de agosto          | Teatro Apolo                                 | Venda de quadrinhos, concurso de desenhos, cosplay, fliperama e exibição de animes. |
| SuperHeroCon 2004 - Edição Especial                               | Recife      | 4 e 5 de setembro         | Espaço Ancoradouro                           | Marcelo Campos |
| SuperHeroCon 2005                                                 | Recife      | 13 e 14 de agosto         | Teatro do Parque                             | Marcelo Campos, Gilberto Baroli, Ricardo Cruz, Banda Kimitsu, Banda Baka Sentai |
| SuperHeroCon 2006                                                 | Recife      | 22 e 23 de julho          | Centro de Convenções da UFPE                 | Gilberto Baroli, Élcio Sodré, Carlos Takeshi, Adriel de Almeida, Ricardo Cruz, Banda Pandora no Hako                                                                                                   |
| SuperHeroCon 2007                                                 | Recife      | 28 e 29 de julho          | Centro de Convenções da UFPE                 | Élcio Sodré, Leonardo Camillo |
| SuperHeroCon 2008                                                 | Recife      | 26 e 27 de julho          | Centro de Convenções da UFPE                 | Concurso cosplay |
| SuperHeroCon 2008                                                 | João Pessoa | 27 e 28 de setembro       | Shopping SEBRAE                              | Élcio Sodré, Leonardo Camillo |
| SuperHeroCon 2009                                                 | Recife      | 25 e 26 de julho          | Centro de Convenções da UFPE                 | Ayumi Miyazaki |
| SuperHeroCon 2010                                                 | João Pessoa | 8 e 9 de maio             | Domus Hall                                   | MegaDriver, Charles Emmanuel, Wendel Bezerra |
| SuperHeroCon 2010                                                 | Recife      | 31 de julho e 1 de agosto | Centro de Convenções da UFPE                 | Takayoshi Tanimoto, Kōji Wada, Wendel Bezerra, Banda Hattori Hanzo |
| Super-Con 2011                                                    | Recife      | 29, 30 e 31 de julho      | Centro de Convenções da UFPE                 | DaisyxDaisy, Gaijin Sentai. Yumi Matsuzawa, Banda Sinfônica da Cidade do Recife |
| Super-Con 2012                                                    | João Pessoa | 2 e 3 de junho            | Forrock                                      | Waldyr Sant'anna, Banda Seikatsu |
| Super-Con 2012                                                    | Recife      | 28 e 29 de julho          | Centro de Convenções da UFPE                 | Mike Chat, Joe Inoue |
| Super-Con 2012                                                    | Maceió      | 22 e 23 de setembro       | Vox Room                                     | Gothique Prince Ken, Charles Emmanuel, Úrsula Bezerra |
| Super-Con 2013                                                    | Recife      | 27 e 28 de julho          | Chevrolet Hall                               | Mai Hoshimura, Matt Mullins, Banda Sinfônica do Recife, DJ Masa |
| Super-Con 2014                                                    | João Pessoa | 5 e 6 de março            | Forrock                                      | Irmãos Piologo, Banda Rasetsu, Detonator |
| Super-Con 2014                                                    | Recife      | 26 e 27 de Julho          | Chevrolet Hall                               | Flow, Ayumi Miyazaki |
| Super-Con 2015                                                    | João Pessoa | 11 e 12 de abril          | Forrock                                      | Edu Falaschi, Muca Muriçoca, Mussoumano, Metaleiro, Animania Band |
| Super-Con 2015                                                    | Recife      | 18 e 19 de Julho          | Chevrolet Hall                               | Snowkel, Home Made Kazoku, Muca Muriçoca, Gordox, Zangado |
| Super-Con 2016                                                    | João Pessoa | 9 e 10 de abril           | Espaço Cultural José Lins do Rego            | Cellbit, Felps, Muca Muriçoca, Coelho, Am3nic, Player Tauz, Julio Cocielo |
| Super-Con 2016                                                    | Recife      | 23 e 24 de julho          | Centro de Convenções de Pernambuco           | Nobuo Yamada, Yumi Matsuzawa, Joe Inoue |
| Super-Con 2016                                                    | Maceió      | 10 e 11 de setembro       | Centro Cultural e de Exposições Ruth Cardoso | Mítico Jovem, Player Tauz, Lucas Inutilismo, Muca Muriçoca, Igão Underground e T3ddy |
| Super-Con 2017                                                    | João Pessoa | 8 e 9 de abril            | Espaço Cultural José Lins do Rego            | T3ddy, Muca Muriçoca, miticojovem, Igão Underground, Afreim, Nobuo Yamada |
| Super-Con 2017                                                    | Recife      | 22 e 23 de julho          | Classic Hall                                 | ROOKiEZ is PUNK’D, Player Tauz, Caracol Raivoso, Hastad, Bruno AXT, VG Beats, Afreim, Lusquinha, The King of Zueira, Deni, Luiz Sérgio                                                                 |
| Super-Con 2018                                                    | João Pessoa | 7 e 8 de abril            | Espaço Cultural José Lins do Rego            | Renan Alonso, Julio Cocielo, Renato Garcia, Muca Muriçoca, Donkey 13, Shevii |
| Super-Con 2018                                                    | Recife      | 28 e 29 de julho          | Centro de Convenções de Pernambuco           | Calango, Samira Close, Figueira Junior, Flow, Akira Kushida |
| Super-Con 2018                                                    | Maceió      | 15 e 16 de setembro       | Centro Cultural e de Exposições Ruth Cardoso | Muca Muriçoca, Calango, Miuki DJ, Julio Cocielo |
| Super-Con 2019                                                    | João Pessoa | 6 e 7 de abril            | Espaço Cultural José Lins do Rego            | Yuri Black, Muca Muriçoca, 7 Minutoz, Caracol Raivoso, Lusquinha, Rodrigo Rossi |
| Super-Con 2019                                                    | Recife      | 20 e 21 de Julho          | Centro de Convenções de Pernambuco           | Psychic Lover, Back-On, TK Raps, VG Beats, 7Minutoz, Player Tauz |
| Super-Con 2019                                                    | Maceió      | 14 e 15 de setembro       | Centro Cultural e de Exposições Ruth Cardoso | Detonator, Pai da Facção, TK Raps, 7Minutoz, B4K, Yuri Black, DJ Masa |
| Não houve eventos em 2020 devido à Pandemia de COVID-19 no Brasil |             |                           |                                              | |
| Super-Con 2021                                                    | Maceió      | 18 e 19 de dezembro       | Centro Cultural e de Exposições Ruth Cardoso | Denilson Feliz, Mc Maha, Gordox, V1ctorian0, VMZ, MH Rap, Muca Muriçoca |
| Super-Con 2022                                                    | João Pessoa | 9 e 10 de abril           | Usina Cultural Energisa                      | LKzinhu, V1ctorian0, Muca Muriçoca, VMZ, MHRAP, Sidney Scaccio, Mc Maha e Denilson Felix |
| Super-Con 2022                                                    | Recife      | 23 e 24 de julho          | Clube Português                              | Snowkel, MHRAP, AniRap, Second Time, JKZ, TK Raps, VC Beats, Denilson Felix, Mc Maha, Sidney Scaccio                                                                                                   |
| Super-Con 2022                                                    | Natal       | 27 e 28 de agosto         | Boulevard Music Hall                         | MHRAP, AniRap, VMZ, TK Raps, Okabe, Muca Muriçoca, Denilson Felix, Carol Valença |
| Super-Con 2022 - Edição Especial                                  | João Pessoa | 15 de outubro             | Espaço Cultural José Lins do Rego            | Campeonatos de Just Dance, de Cosplay, Karaoke, e torneios de Yu-Gi-Oh! |
| Super-Con 2022                                                    | Maceió      | 26 e 27 de novembro       | Centro Cultural e de Exposições Ruth Cardoso | Muca Muriçoca, Smzinho, JKZ, TK RAPS, Ricardo Cruz, Canal Bang, Carol Valença, VMZ, V1ctorian0, Sidney Scaccio, LKZINHU, Mc Maha, MHRAP, Denilson Felix                                                |
| Super-Con 2023                                                    | João Pessoa | 1 e 2 de abril            | Espaço Cultural José Lins do Rego            | Seletiva para o World Cosplay Summit, Mônica Somenzari, Gordox, Matanza Ritual, Massacration, Levi, DudaBerud, Marcelodrv, Flash Beats, Sidney Scaccio, Henrique Mendonça, Keipode, MHRap, TK Raps     |
| Super-Con 2023                                                    | Recife      | 8 e 9 de julho            | Ginásio Geraldão                             | Muca Muriçoca, AniRap, TK Raps, Chrono, Iron Master, Matanza Ritual, YUYU20, Yumi Matsuzawa, MHRap, Sidney Scaccio, Akashi Cruz, Massacration                                                          |
| Super-Con 2023                                                    | Maceió      | 15 de setembro            | Centro Cultural e de Exposições Ruth Cardoso | Nick, Okabe, Manolo Rey, AniRap, VMZ, Canal Bang |
| Super-Con 20 anos: Parte 1 2024                                   | Recife      | 3 e 4 de fevereiro        | Centro de Convenções da UFPE                 | Hiroaki Tominaga, Burnout Syndromes, Anison Lab {Ricardo Cruz e Lucas Araújo), Betina Polaroid, Player Tauz, AniRap                                                                                    |
| Super-Con 2024                                                    | João Pessoa | 6 e 7 de abril            | Espaço Cultural José Lins do Rego            | Animania Band, Rogério Skylab, Denilson Felix, VMZ, Xamuel, Player Tauz, Detonator, Fuck the System, Violino Geek, MCharles                                                                            |
| Super-Con 2025                                                    | Recife      | 25 a 27 de julho          | Centro de Convenções de Pernambuco           | Feh Dantas, Tettrem, Ia Melo, Dudu Tomahawk, Ayumi Miyazaki, Mc Maha, MHRap, Felca, Sidney Scaccio, Muca Muriçoca, Player Tauz, Novatroop, Feh Dantas, ÉoDan, Kika, Akeboshi, Glendha Nascimento, MIKE |
| Super-Con 2025                                                    | João Pessoa | 4 e 5 de outubro          | Espaço Cultural José Lins do Rego            | Takayoshi Tanimoto, Tettrem |